# キャプテンシルバー
『キャプテンシルバー』は、1987年7月に日本のデータイーストから稼働されたアーケード用横スクロールアクションゲーム。
主人公の「ジム青年」を操作し、「キャプテンシルバー」の財宝を目指して冒険する内容となっている。オーソドックスな面クリア方式によるジャンプアクションで、剣による近接戦闘を基本としている。ダメージ判定は接触即死型。開発はデータイーストが行っており、システム全般に同社の『カルノフ』（1987年）との類似点が多い。開発の実作業は外注のジョルダン情報サービスが務めた。
1988年に日本国内ではセガ・マークIIIおよびファミリーコンピュータに移植され、北アメリカやヨーロッパではセガ・マスターシステムに移植されて発売された。

## ゲーム内容
- 敵を倒すと資金が溜まり、ショップで買い物ができる。宝島にもショップがある。
- 敵が落とすアルファベットパネルを集めて「CAPTAIN SILVER」の文字を完成させると残り人数が1人増える。このパネルには「X」のような全く関係のない文字も含まれる。
- 妖精を取るとショットを打てるようになる。このショットはパワーアップを重ねると段々と強くなっていき、最後には全方位に衝撃波を放つようになる。
- 敵キャラクターは猫、ネズミ、カニ、飛び魚、カボチャ、カモメ、猫より小さい黒豹など、踏み台キャラの亀と背景以外のあらゆる動植物で接触すると即死。海賊などの人型キャラは接触でミスにならず、武器にのみ判定があるという設定になっている。
- 主人公は、最弱のゲームキャラクターの候補として挙げられることがある。『スペランカー』（1983年）と対比して、帆船のマストから飛び降りても平気など、段差には圧倒的に強いが、接触で即死する敵キャラクターが上記の通りで、あまりにも貧弱なためで、本作の主人公は「カニにも負ける主人公」と揶揄された。その両者の弱さに関して、『スペランカー』のコウモリの糞の即効的な病原性と、本作のカニの挟む力についてが主に議論の対象となる[要出典]（他にネズミに触れてもアウトとなる）。
- 操作のリアクションとして「えい」「やあ」などのボイスが攻撃の度に入る（マークIIIでは攻撃音は効果音となっている）。
- 本作のBGMには、グリーグ作曲の組曲「ペール・ギュント」（1875年）から「アニトラの踊り」「山の魔王の宮殿にて」が用いられている。

## 設定

### ストーリー
ジム青年は船旅をしていた。船の中で偶然、老人に出会う。老人と酒を飲みながら冒険話をしていた。老人から「キャプテンシルバー」の財宝話を聞き出す。ジム青年は海賊や原住民や動物などの敵をくぐり抜け、最終的に「キャプテンシルバー」の財宝を目指す。

### ステージ構成
1. 街
2. 港→海賊船までの水上ステージ
3. 海賊船
4. 海賊船→宝島までの水上ステージ
5. 宝島

## 移植版
| No. | タイトル           | 発売日                          | 対応機種               | 開発元         | 発売元   | メディア                | 型式                   | 売上本数 | 備考                                                                          |
| --- | ------------------ | ------------------------------- | ---------------------- | -------------- | -------- | ----------------------- | ---------------------- | -------- | ----------------------------------------------------------------------------- |
| 1   | キャプテンシルバー | 1988年7月17日 1989年2 1989年9月 | セガ・マークIII        | セガ           | セガ     | 2メガビットロムカセット | G-1356 MK-7008-50 5117 | -        |                                                                               |
| 2   | キャプテンシルバー | 1988年12月16日                  | ファミリーコンピュータ | データイースト | 徳間書店 | 2メガビットロムカセット | GTS-CK                 | -        | 移植に際しドット絵が描き直されている。 また、システムがライフ制になっている。 |

ファミリーコンピュータ版
ファミリーコンピュータ版は1988年12月16日に徳間書店からリリースされた。
- ゲーム内容
  - アーケード版と同様、敵を倒すと資金が貯まり、ショップで買い物できる（ただし、ステージ2はショップが無い）。
  - アーケード版と異なり、操作リアクションのボイスは無い。
  - ステージは6ステージ構成。ステージ5以外はボーナスステージがある。
  - ライフ制となっており、敵キャラに1発触れただけでは死なないが、ライフが2つ減る。
  - 各ステージにおたすけおばば、おじゃまばばあというサブキャラクターがいる。おたすけおばばの部屋に入るとこれからのアドバイスをもらえたり、ライフを全回復してくれるが、おじゃまばばあの部屋に入るといい加減な情報を教えたり、ライフが半減したりする。
  - 各ステージのラストにはボスがいる。ボスを倒すとボーナスゲームとなる（2つの宝箱のどちらかを選び、宝が出れば2000点ボーナス。もう片方はおじゃまばばあがいる）。

## スタッフ
ファミリーコンピュータ版
- パブリッシャー：栃窪宏男
- コーディネーター：S.TAKAHASHI
- プロモーター：H.KATO
- ディレクター：K.UNBABO SATO
- プログラマー：浅川水斗志、A.SATO、うちだたつよし
- サウンド・クリエイター：BIG-FACE SHOGO（酒井省吾）、ZETT-MIURA（三浦孝史）、鈴木雄司
- C.G.デザイナー：いしろたけひこ、M.HASHIMOTO、KILLER〜KA〜NDA（かんだあきら）
- スペシャル・サンクス：T.FUJI、H.KURANO、T.C.C.、YAMOON

## 評価
ファミリーコンピュータ版
ゲーム誌『ファミコン通信』の「クロスレビュー」では合計19点（満40点）、『ファミリーコンピュータMagazine』の読者投票による「ゲーム通信簿」での評価は以下の通りとなっており、16.51点（満30点）となっている。同誌1991年5月10日号特別付録の「ファミコンロムカセット オールカタログ」では、「武器アイテムと発射アイテムを組み合わせると、攻撃パターンが変化するのが面白い」と肯定的に評価された。
| 項目 | キャラクタ | 音楽 | 操作性 | 熱中度 | お買得度 | オリジナリティ | 総合  |
| 得点 | 2.92       | 2.75 | 2.88   | 2.68   | 2.63     | 2.65           | 16.51 |